# Bruno Bethlem
Bruno Bethlem (22 de outubro de 1975), é um velejador brasileiro, tendo participado no grande evento olímpico na classe 470- Masculino junto com Henrique Haddad, nos Jogos Olímpicos de Verão 2016.